# هوب فروغ
«هوب فروغ» (في الأصل «الضفدع القافز، أو الأورانغوتان الثمانية المقيدون») (بالإنجليزية: Hop-Frog أو the Eight Chained Ourangoutangs)‏ هي قصة قصيرة للكاتب الأميركي إدغار ألان بو، نشرت لأول مرة في 1849. وشخصية العنوان هي قزم أخذ من وطنه، وأصبح مهرجا لدى ملك مولع بالمقالب. ينتقم هوب فروغ من الملك ووزرائه لضربهم صديقته تريبيتا، ويلبسهم ثياب أورانغوتان لحفلة تنكرية. ثم يقوم هوب فروغ بقتلهم جميعهم بإشعال النار في بزاتهم قبل أن يلوذ بالفرار مع تريبيتا.
وافترض النقاد أن بو ربما كتب القصة كأنتقام أدبي من امرأة تدعى إليزابيث إيليت وحاشيتها.

## الحبكة

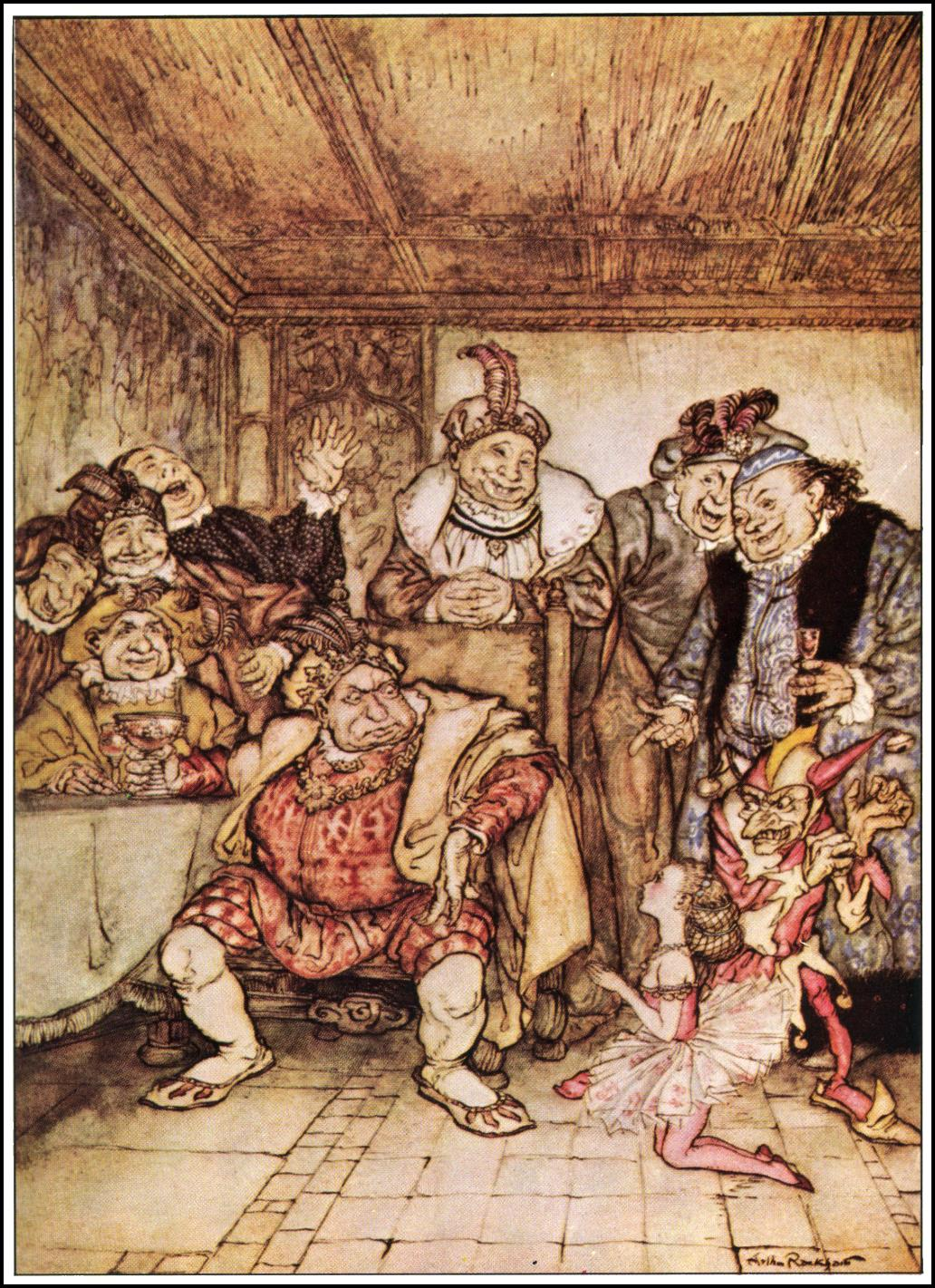
هوب فروغ، تريبيتا، الملك و وزرائه، 1935 illustration by Arthur Rackham

تدور القصة حول مهرج الملك (هوب فروغ) وأنتقامه من الملك ووزرائه السبعة بطريقة مأساوية
(هوب فروغ) هو قزم منحني الظهر لا يمكنه المشي منتصبا فأطلق عليه الملك لقب هوب فروغ أي الضفدع القافز
حيث أنه في أحد الايام، وبعد ان أجبر الملك (هوب فروغ) على شرب الخمر مما تسبب في تهيجه بشكل كبير. وكان (هوب فروغ) مغتاظا بشدة من وزراء الملك بسبب ضرب واهانة صديقته تريبيتا اثناء قيامها بخدمتهم فأستغل هوب فروغ طلب الملك منه ان يقدم مشهدا هزليا جديدا. فأخبر (هوب فروغ) الملك ان لديه لعبة تحتاج إلى أن يرتدي ثمانية اشخاص أزياء تنكرية تجعلهم يشبهون الأورانغوتان (أحد أنواع القردة العليا)، وأقنعه ان هذه الخدعة ستثير أهتمام الموجودين. فأمر الملك وزرائه السبعة بأرتداء الأزياء التي أبتكرها (هوب فروغ) حيث ألبسهم قمصان ضيقة ثم دهنوا بالقطران وبعدها لُفوا بأقمشة مصنوعة من الكتان فوق طبقة القطران. ثم احضر سلسلة معدنية طويلة (جنزير) ولفها اولا حول خصر الملك، وعقدها ثم لفها حول أحد الوزراء وعقدها وهكذا حتى قيد جميع الوزراء مشكلين حلقة. ثم أعطى هوب فروغ أشارته فارتفعت السلسلة وحملتهم عن الأرض مسافة ثلاثين قدما فقام (هوب فروغ) بتقريب المشعل من اقمشة الكتان التي كانت تلفهم، وسرعان ما اشتعلت النار بهم
ذعر الحشد المتواجد في بلاط الملك وبدأوا يصرخون من الخوف ولم يكن لأي منهم أن استطاع انقاذهم أو الاقتراب منهم حتى.
في الوقت الذي لاذ به (هوب فروغ) وصديقته تريبيتا بالهرب.

## تاريخ النشر
ظهرت الرواية للمرة الأولى في 17 آذار 1849 في صحيفة The Flag of Our Union ، وهي صحيفة مقرها بوسطن، الولايات المتحدة. نشرت بعنوان «(Hop-Frog أو the Eight Chained Ourangoutangs)».
كتب بو في رسالة إلى صديقته نانسي ريتشموند: " أنتهيت البارحة من الكتابة - ما رأيك - أنا متأكد أنك لن تتوقعي هذا

وأوضح أنه على الرغم من أن The Flag of Our Union لم تكن مجلة مهمة في المجالات الأدبية، لكنها ساهمت في نشر الرواية بشكل جيد. 